# Marina Keegan
Marina Evelyn Keegan (* 25. Oktober 1989 in Boston; † 26. Mai 2012 in Cape Cod) war eine US-amerikanische Schriftstellerin und Journalistin.

## Leben
Keegan wurde in Boston geboren und wuchs in Wayland, Massachusetts auf. Sie besuchte die Privatschule Buckingham Browne & Nichols in Cambridge, Massachusetts und ging im Herbst 2008 an die Universität Yale. Ihr Hauptfach war Englisch. Sie war Studentenpräsidentin des Yale College. Während ihres Studiums machte sie ein Praktikum in der Literaturredaktion des New Yorker und schrieb für die Yale Daily News. Nach ihrem Yale-Abschluss mit magna cum laude begann sie beim The New Yorker zu arbeiten. Fünf Tage nach ihrem Studienabschluss starb sie durch einen Autounfall.
Eine Sammlung von neun Erzählungen und acht Essays wurde im April 2014 von Anne Fadiman ediert und posthum veröffentlicht und wurde ein Bestseller in der Liste der New York Times. In deutscher Übersetzung erschien das Buch im April 2015 unter dem Titel Das Gegenteil von Einsamkeit.

## Veröffentlichung
- The opposite of loneliness, essays and stories, New York, Scribner, 2014.
- Das Gegenteil von Einsamkeit. Stories und Essays. Übersetzung Brigitte Jakobeit. S. Fischer, Frankfurt a. M. 2015, ISBN 978-3-10-002276-9.